# Mindekultur
Mindekultur eller erindringskultur er et begreb, som især anvendes blandt postmodernistiske historikere om de symboler, der skaber sammenhængskraft blandt borgerne i en stat. Der er ofte tale om nationalt forherligende minder om fordums storhed eller nostalgiske erindringer om heltegerninger. I modsætning til museumskulturen tilstræber mindekulturens erindringssteder ikke en objektiv formidling af historien.

## Typiske mindekulturelle symboler
- Gravsten
- Mindesmærker
- Jubilæumsskrifter
- Statueer